# Giving You Up
Giving You Up è il secondo singolo estratto dalla raccolta di Kylie Minogue, Ultimate Kylie.

## Il video
Il video del singolo Giving You Up è stato diretto da Alex Courtes e girato a Londra nel febbraio del 2005. Esso mostra la cantante Kylie Minogue che gira tra le strade notturne della città in dimensioni ingigantite. Il video è diviso in tre sequenze diverse; nella prima la Minogue cammina a piedi attraverso un tunnel, nella seconda camminare per le strade di Londra e nella terza lei va si reca in un club. In tutto il video la Minogue incontra diverse persone, lasciandole sorprese ma contente di vederla. Il video finisce che la Minogue trova dei ragazzi intimiditi che sono interessati a lei ed insieme ballano in un club.

## Tracce
European CD single numero 1

(8696382; Released 28 March 2005)
1. "Giving You Up" - 3:31
2. "Made of Glass" (Minogue, Cooper, Higgins, Cowling, Powell, Matt Gray) - 3:12

European CD single numero 2

(8693620; Released March 28, 2005)
1. "Giving You Up" - 3:31
2. "Giving You Up" (Riton Re-Rub dub) - 6:31
3. "Giving You Up" (Alter Ego remix) - 6:32
4. "Giving You Up" music video

German CD single

(8696410; Limited edition; Released 4 April 2005)
1. "Giving You Up" - 3:31
2. "Your Disco Needs You" (Almighty mix edit) - 3:29
3. "Your Disco Needs You" music video

Australian CD single

(022072; Limited edition; Released 11 April 2005)
1. "Giving You Up" - 3:31
2. "Made of Glass" - 3:12
3. "Giving You Up" (Riton Re-Rub vox) - 6:31
4. "Giving You Up" (Alter Ego dub) - 6:32
5. "Giving You Up" music video

## Classifiche
| Classifica (2005)        | Massima posizione |
| ------------------------ | ----------------- |
| Australian Singles Chart | 8                 |
| Austrian Singles Chart   | 45                |
| Belgian Singles Chart    | 25                |
| Danish Singles Chart     | 12                |
| Dutch Top 40             | 34                |
| Finnish Singles Chart    | 14                |
| German Singles Chart     | 27                |
| Greek Singles Chart      | 13                |

| Classifica (2005)        | Massima posizione |
| ------------------------ | ----------------- |
| Irish Singles Chart      | 20                |
| Portuguese Singles Chart | 1                 |
| Romanian Singles Chart   | 20                |
| Spanish Singles Chart    | 6                 |
| Swiss Singles Chart      | 40                |
| Official Singles Chart   | 6                 |
| Ukrainian Singles Chart  | 6                 |